# Ismael Valdés Valdés
Para el alcalde de Santiago y Abogado, véase Ismael Valdés Vergara
Víctor Ismael Valdés Valdés (Santiago, 20 de abril de 1859 - ibidem 4 de enero de 1949) fue un Diputado, Senador, Ministro, Bombero e Ingeniero civil chileno.

## Vida
Su padre fue el político Manuel Valdés Vigil y su madre era Magdalena Valdés Izquierdo. Cursó sus estudios en el Instituto Nacional y en la Universidad de Chile, donde obtuvo el título de ingeniero civil a los 19 años, en 1878; desde entonces comenzó su fecunda actividad.
Se casó dos años después con Luisa Vigil Zañartu, con quien no tuvo hijos.
Fue miembro del directorio y vicepresidente de la SOFOFA, miembro del Consejo de Enseñanza Técnica, y fundador del Instituto de Ingenieros, del que fue su primer presidente. También fue miembro académico de la Facultad de Ciencias Físicas y Matemáticas de la Universidad de Chile.
Desde muy joven perteneció al Partido Liberal. Fue por varios años profesor en las escuelas de formación de obreros "Abraham Lincoln" y "Benjamín Franklin".

### Carrera política
Fue Diputado suplente por San Fernando, para el período 1885-1888, y Diputado Propietario por la misma zona para el periodo 1888-1891, donde fue reelecto continuamente hasta el periodo 1903-1906. Publicó en esta fecha una guía sobre las Prácticas Parlamentarias, que sirvió de guía y de enseñanza para otros parlamentarios.
Fue elegido Senador por Colchagua para el periodo 1906-1912, y luego en el periodo 1912-1918 lo fue por Santiago. Participó con especial dedicación en los proyectos sobre alcantarillado y de transformación de la ciudad de Santiago.
En 1889, en el gobierno de José Manuel Balmaceda fue Ministro de Guerra y Marina, y lo fue de nuevo bajo la administración de Jorge Montt en 1895.